# Sapsan

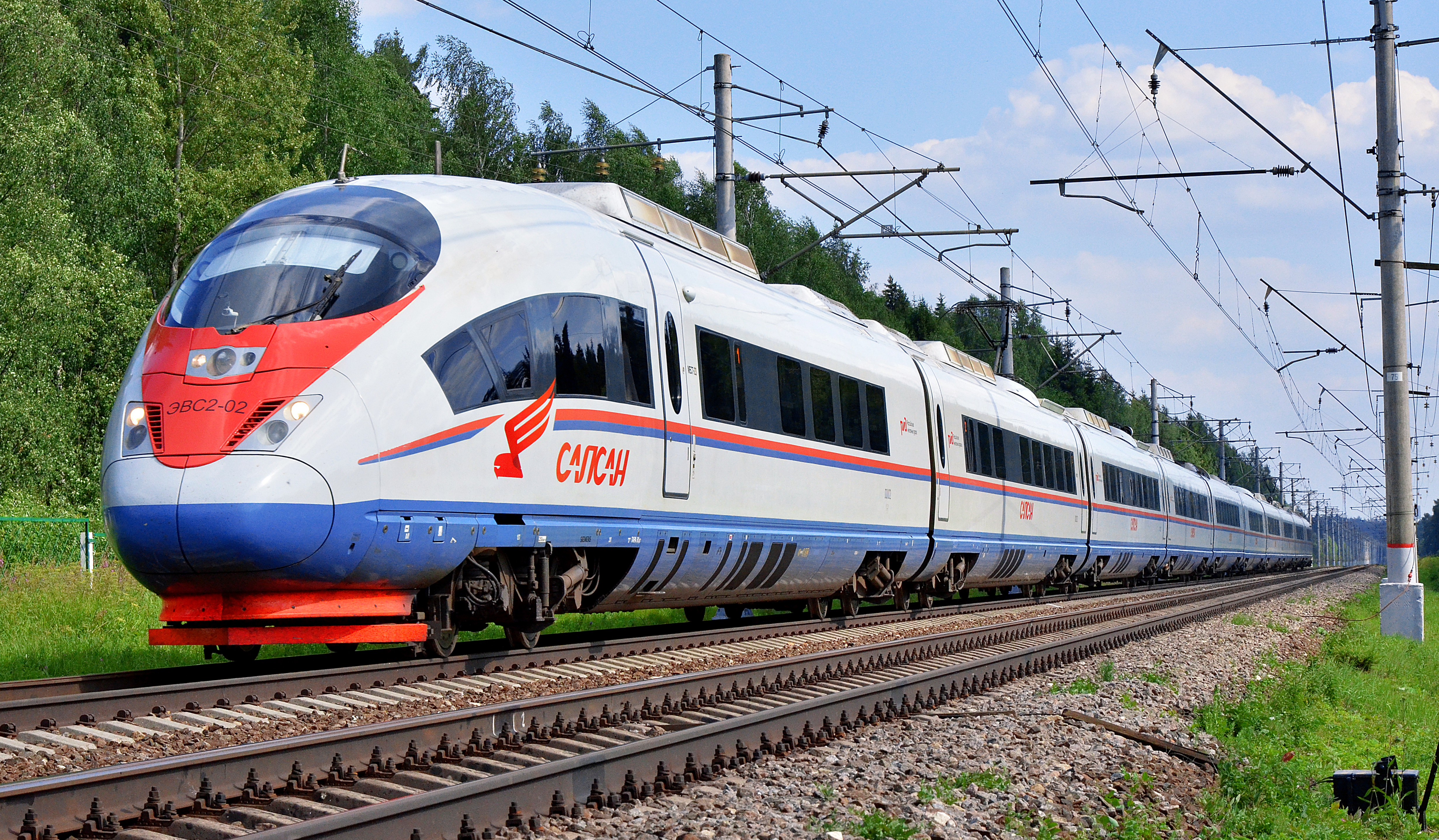
De Sapsan

De Sapsan is een Russische hogesnelheidstrein die sinds december 2009 tussen Moskou en Sint-Petersburg rijdt. De dienst wordt gereden met Siemens Velaro RUS-treinen. De maximumsnelheid is 250 km/u.

## Route

RZD Sapsan route (interactieve kaart)